# Cynoscion parvipinnis
Cynoscion parvipinnis är en fiskart som beskrevs av Ayres, 1861. Cynoscion parvipinnis ingår i släktet Cynoscion och familjen havsgösfiskar. IUCN kategoriserar arten globalt som otillräckligt studerad. Inga underarter finns listade i Catalogue of Life.